# مکستور
مکستور (به انگلیسی: Maxtor) یک شرکت آمریکایی تولیدکنندهٔ هارد دیسک‌های کامپیوتری بود. این شرکت که در سال ۱۹۸۲ تأسیس شد سومین تولیدکنندهٔ بزرگ هارد دیسک در جهان تا پیش از خریداری شدن توسط شرکت سیگیت در سال ۲۰۰۶ بود.

### خریداری توسط سیگیت
شرکت مکستور در سال ۲۰۰۶ در معامله‌ای به ارزش US$۱٫۹ میلیارد دلار توسط رقیب تجاری‌اش، شرکت سیگیت خریداری شد. نام تجاری (برند) مکستور امروزه نیز همچنان توسط سیگیت به کار گرفته می‌شود.

## رقبا
- اچ‌جی‌اس‌تی
- وسترن دیجیتال
- اداپتک
- شرکت فابریک
- سامسونگ
- لنوو ای‌ام‌سی